# Хлорид фосфония
Хлорид фосфония (PH4Cl) — типичная соль фосфония, при нормальных условиях — газ, ниже −28 оC — бесцветные кристаллы.

## Свойства
Бесцветные кристаллы, сублимирующиеся (возгоняющиеся) при −28 оC. Легко разлагается в присутствии воды, образуя газы фосфин и хлороводород:
{\displaystyle {\ce {PH4Cl ->[{\ce {H2O}}] PH3 + HCl}}}

## Применение
Применяется в качестве одной из форм для хранения фосфина. Также применяется косвенно как фумигант, так как при гидролизе выделяется газ фосфин. Других практических применений практически не нашел.